# Brouwerij Egg
De Brauerei Egg, Simma, Kohler GmbH & Co. KG is een Oostenrijkse brouwerij in de Vorarlbergse plaats Egg in het Bregenzerwald.

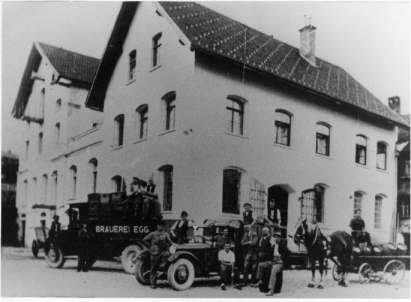
Brouwerij Egg in 1894

De brouwerij heeft 25 werknemers (2020) en produceert jaarlijks zo'n 1,5 miljoen liter bier en ongeveer 600 000 liter limonade.